# Amtsgericht Kempen

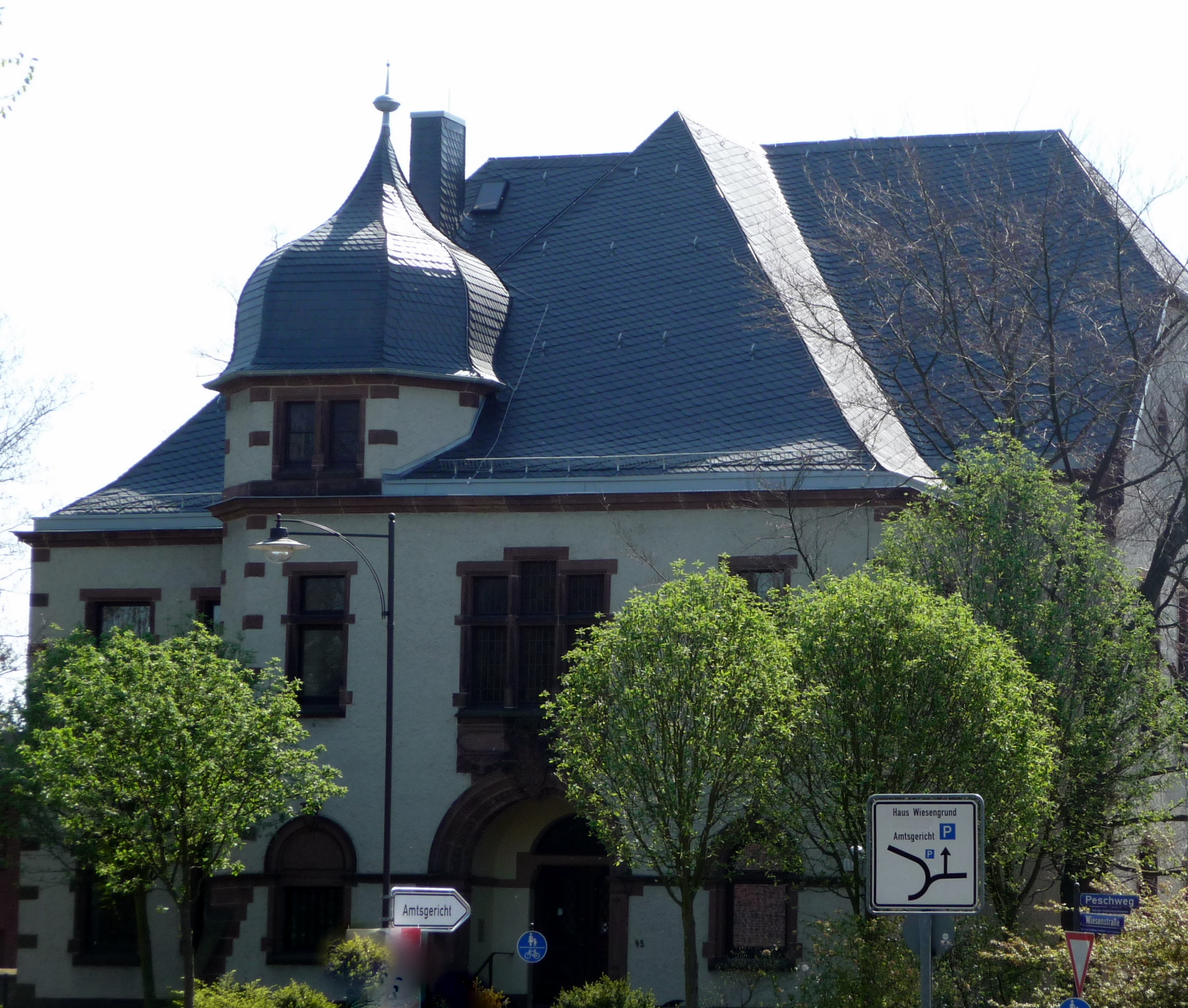
Amtsgericht Kempen (2010)

Kempen ist Sitz des Amtsgerichtes Kempen, das für die Stadt Kempen und die Gemeinden Grefrath und Tönisvorst im östlichen Kreis Viersen zuständig ist. In dem 144 km² großen Gerichtsbezirk leben rund 82.000 Menschen. Ferner ist das Amtsgericht Kempen für die Landwirtschaftssachen der Amtsgerichtsbezirke Kempen, Krefeld und Nettetal zuständig.

## Übergeordnete Gerichte
Das dem Amtsgericht Kempen übergeordnete Landgericht ist das Landgericht Krefeld, das wiederum dem Oberlandesgericht Düsseldorf untersteht.

## Geschichte
In Kempen bestand bis 1879 das Friedensgericht Kempen. Das königlich preußische Amtsgericht Kempen wurde mit Wirkung zum 1. Oktober 1879 als eines von neun Amtsgerichten im Bezirk des Landgerichtes Kleve im Bezirk des Oberlandesgerichtes Köln gebildet. Der Sitz des Gerichtes war Kempen. Sein Gerichtsbezirk umfasste den Kreis Kempen außer den Teilen, die dem Amtsgericht Dülken und dem Amtsgericht Lobberich zugeordnet waren sowie die Bürgermeistereien Wachtendonk und Wankum. Am Gericht bestanden 1880 zwei Richterstellen. Das Amtsgericht war damit ein mittelgroßes Amtsgericht im Landgerichtsbezirk. Gerichtstage wurden in Wachtendonk gehalten.

## Amtsgerichtsgebäude
Das Amtsgerichtsgebäude (Hessenring 43) wurde 1892 bzw. 1905 erbaut und steht unter Denkmalschutz.